# Reiben (Fertigungsverfahren)

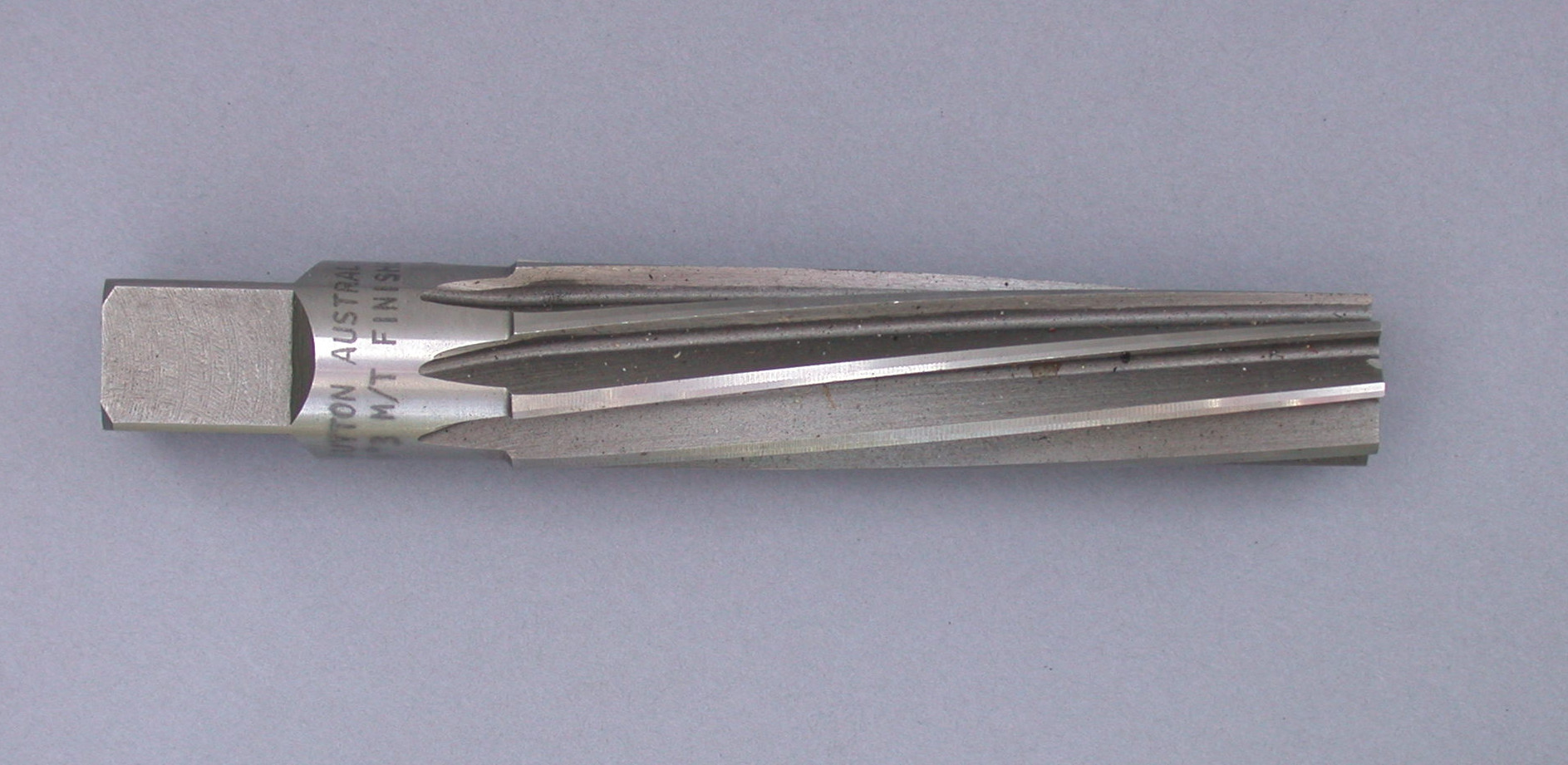
Eine Hand-Kegelreibahle zum Profilreiben kegeliger Profile.

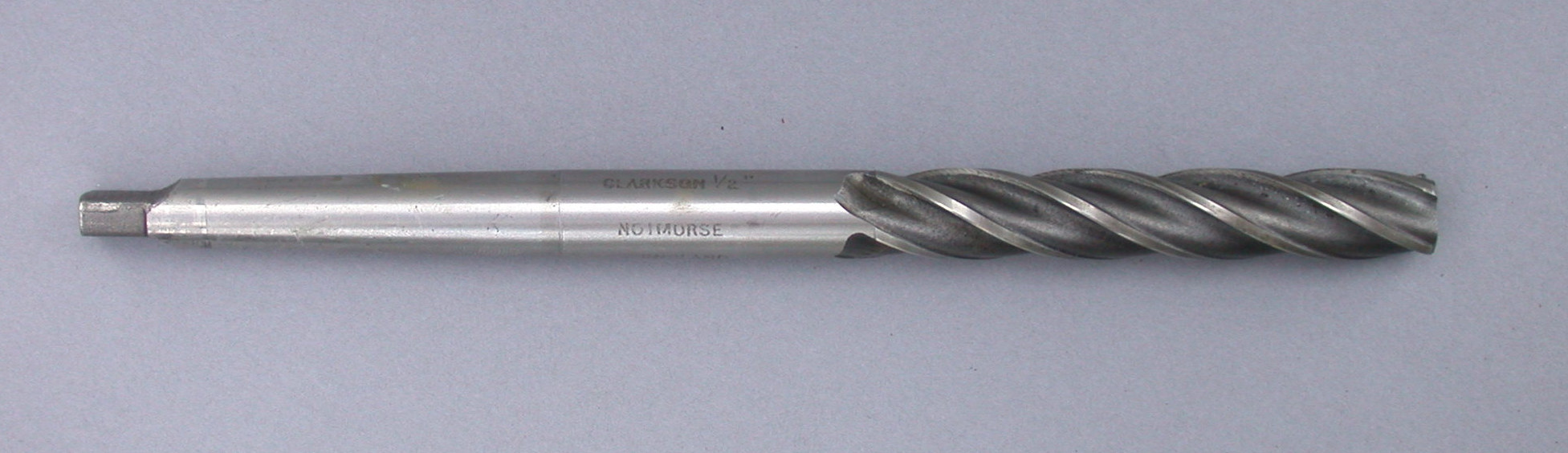
Maschinen-Schälreibahle mit Morsekegelschaft

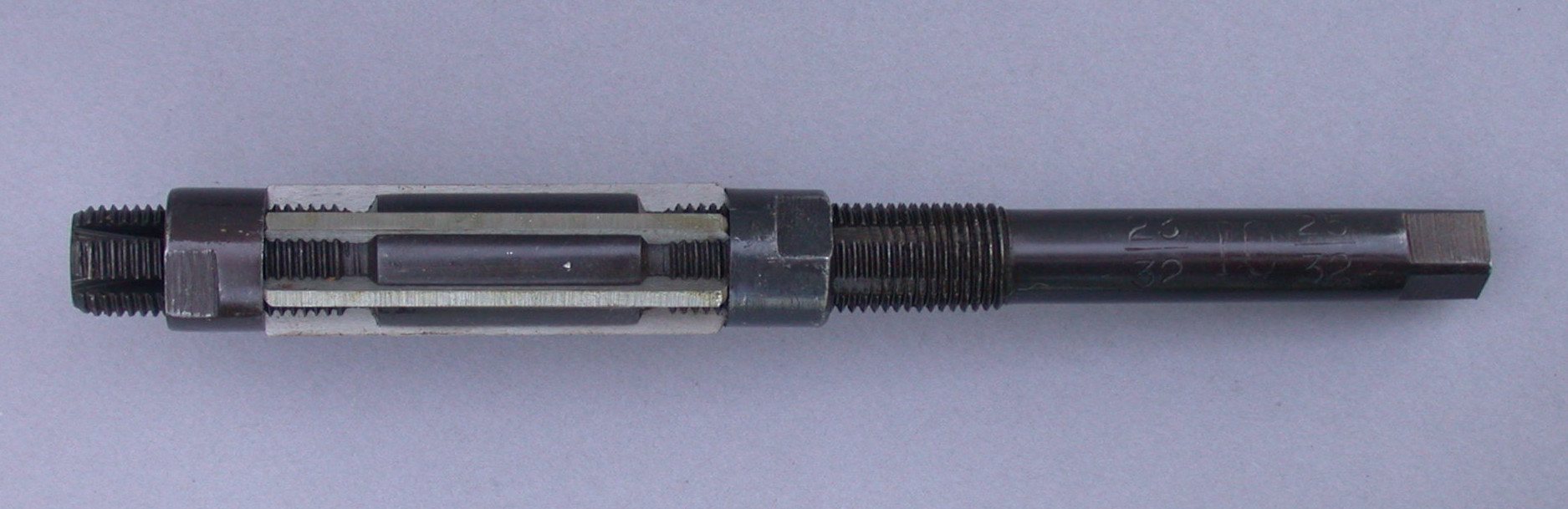
Verstellbare Handreibahle

Das Reiben ist gemäß DIN 8589-2 ein spanendes Fertigungsverfahren, bei dem vorgefertigte Bohrungen mit geringer Spanungsdicke aufgebohrt werden. Es zählt zum Spanen mit geometrisch bestimmter Schneide. Das Werkzeug ist eine Reibahle. Ziele sind neben einer hohen Maßgenauigkeit eine hohe Oberflächengüte und eine hohe Formgenauigkeit. Die Lagegenauigkeit kann nicht mehr verbessert werden. In der Einteilung der Fertigungsverfahren nach DIN 8589 wird es gemeinsam mit dem Bohren und Senken behandelt. Es werden zwei Verfahrensvarianten als Reiben bezeichnet:
- Eine Untervariante des Rundbohrens ist das Rundreiben. (Die anderen sind Bohren ins Volle, Kernbohren und Aufbohren.)
- Eine Untervariante des Profilbohrens ist das Profilreiben.

## Verfahren
Rundreiben dient zur Herstellung zylindrischer, maßgenauer Bohrungen wie sie zum Beispiel für Stiftverbindungen oder Werkzeugaufnahmen benötigt werden. Die Hauptspanarbeit wird vom Anschnitt der Reibahle ausgeführt.
Eine bestehende Bohrung, die über eine Reibzugabe verfügt, wird mit einer Reibahle aufgebohrt. Reibungszugaben müssen so gewählt werden, dass eine Mindestspanungsdicke gegeben ist, aber keine Überlastung durch eine zu große Spanabnahme erfolgt. Da nur ein Spanungsgang durchgeführt wird, entspricht die Reibzugabe der Spanungsdicke. Diese ist stark begrenzt und beträgt je nach Werkstoff und Durchmesser der Bohrung 0,1 mm bis 0,6 mm, bei Schälreibahlen für langspanende Werkstoffe bis 0,8 mm.
Die Schnittgeschwindigkeit ist mit 3 bis 28 m/min etwa halb so groß wie beim Bohren. Der Vorschub je Umdrehung von 0,04 mm bis 1,2 mm richtet sich nach dem Werkstoff, dem Bohrungsdurchmesser und der geforderten Oberflächengüte.